# Elegia intermedia
Elegia intermedia är en gräsväxtart som först beskrevs av Ernst Gottlieb von Steudel, och fick sitt nu gällande namn av Neville Stuart Pillans. Elegia intermedia ingår i släktet Elegia och familjen Restionaceae. Inga underarter finns listade i Catalogue of Life.